# Wöllmersberg (Bruchweiler-Bärenbach)
Der Wöllmersberg ist ein 296,2 Meter hoher Berg im Pfälzerwald.

## Geographie

### Lage
Der Berg befindet sich größtenteils auf der Gemarkung der Ortsgemeinde Bruchweiler-Bärenbach; lediglich ein kleiner Teil der Nordflanke gehört bereits zur Stadt Dahn. Er bildet einen östlichen Vorberg des Rauhberg. Weiter westlich befindet sich der 335 m ü. NHN hohe Am Knopf, ebenfalls ein Vorberg des Rauhberg. Weiter östlich erstrecken sich die Geiersteine.
An seinem Südfuß verläuft der Wöllmersbach und an seinem Ostfuß die Lauter. An seinem Südosthang beginnt bereits die Bebauung von Bruchweiler-Bärenbach.

### Naturräumliche Zuordnung
1. Großregion 1. Ordnung: Schichtstufenland beiderseits des Oberrheingrabens
2. Großregion 2. Ordnung: Pfälzisch-saarländisches Schichtstufenland
3. Großregion 3. Ordnung: Pfälzerwald
4. Region 4. Ordnung (Haupteinheit): Wasgau
5. Region 5. Ordnung: Dahner Felsenland

## Natur
Mit dem Wöllmersbergfelsen existiert am Berg ein Naturdenkmal; dabei handelt es sich um einen langgestreckten Buntsandsteinfelsengrat. Er wird von Kletterern frequentiert. Unmittelbar westlich von diesem existiert mit dem Retschelfels eine weitere Felsformation.

## Tourismus
Über den Berg verläuft der Napoloen-Steig. Entlang seines Ostfußes führen der Fernwanderweg Donnersberg–Donon und der Planetenweg Dahn.